# Ernst Ehlers
Ernst Heinrich Ehlers, född 11 november 1835 i Lüneburg, Tyskland, död 31 december 1925 i Göttingen, var en tysk zoolog, som blev professor i Erlangen 1869 och 1874 i Göttingen. Han har i sina arbeten behandlat lägre djurs, särskilt borstmaskars morfologi och systematik.

## Biografi
Efter gymnasiet studerade Ehler medicin och biologi och blev läkare efter att ha avlagt doktorsexamen i medicin. Efter habiliteringen var han till en början privatlärare och prosektor vid Anatomiska institutet i Göttingen. Han utnämndes senare till professor i zoologi vid Georg-August-universitetet i Göttingen, där han arbetade fram till sin pensionering och var även handledare för Jan Bohls och Ludwig Rhumbler.
År 1925 blev Ehlers hedersmedlem i Vetenskapsakademien Leopoldina. Han är också känd för sin privata konstsamling.

## Karriär
Vid sidan av sin undervisningsverksamhet sysslade Ehlers främst med forskning om borstmaskar och skrev läroboken Die Borstenwürmer (Annelida Chaetopoda) nach systematischen und anatomischen Untersuchungen (1864). Han blev senare redaktör för Zeitschrift für wissenschaftliche Zoologie som grundades 1848 av Carl von Siebold och Albert von Kölliker. Den 13 januari 1874 valdes han till medlem av Leopoldina.
Från 1894 till 1895 var han ordförande för Deutschen Zoologischen Gesellschaft (DZG) och även mångårig medlem av det kungliga vetenskapssamfundet i Göttingen (Societas Regia Scientiarum Gottingensis), dagens vetenskapsakademi i Göttingen. År 1915 var han sekreterare i detta sällskap och informerade som sådan Albert Einstein 1915 om att han accepterats som korresponderande medlem. Sedan 1897 var Ehler korrespondernade medlem av Preussiska vetenskapsakademin.